# ゼロエミッション (企業)
株式会社ゼロエミッションは、東京都八王子市に本社を置きリサイクルショップを営む企業。東京都多摩地域を中心に関東地方で、ハードオフグループ及びブックオフのフランチャイズ店舗を展開する。元ムラウチグループの関連会社である。

## 沿革
詳細については公式サイト「会社概要」を参照。
- 1997年5月：株式会社ゼロエミッション設立
- 1997年6月：株式会社ハードオフコーポレーションへFC加盟
- 1997年10月：当社ハードオフ1号店となる八王子大和田店を東京都八王子市にオープン

## 店舗
店舗の詳細については公式サイト「店舗検索」を参照。
2024年時点では東京都多摩地域・埼玉県・神奈川県・山梨県に店舗展開している。その中で八王子大和田店を本社併設・主核店舗としており、同店にはブックオンとガレージオフを除く全ての屋号（オフハウス、ハードオフ、ホビーオフ、モードオフ、リカーオフ、ブックオフ）が入っている。なお、ガレージオフのみ未出店で、リカーオフとモードオフとブックオフは本店のみで展開。
ただし同地域内でも元加盟店舗や別企業のFC店もある。例えば高麗川店や入間藤沢店、伊勢原店、藤沢店、秦野渋沢店、町田木曽店、東村山店、小平上水店などは当社運営だが、三和西橋本店や西所沢店、コーナン川崎小田栄モール店、横浜金沢富岡店、小田原ダイヤ街店は直営、秦野店や湘南平塚店・相模原田名店・ガレージオフ八王子堀之内などはパーツランドコーポレーション、コーナン港北センター南店や鎌倉大船モール店・(新)東久留米店・愛川店はエコクリエーション、川越天沼・川越今福店は大宮電化、東所沢店や川越神明町店・ふじみ野店はハードオフファミリー運営である。

## 閉鎖・撤退・移転店舗
- 町田図師店[1] - 2008年1月6日以降[2]、同年4月11日以前に閉店[3]。
- 小作台店[1] - 2009年7月28日閉店、同年8月8日より羽村店の2Fで移転開業[4]。
- 立川柏店[1] - 2012年9月9日閉店、同年9月22日より立川栄店の2Fで移転開業[5]。
- 旧・東久留米店(ドン・キホーテ前)[1] - 2013年5月31日閉店、同年6月27日より花小金井店として移転開業[5]。イトーヨーカドー前にある現・東久留米店はエコクリエーションが運営している。
- 町田多摩境店[6] - 2007年11月30日開店[7]、2008年10月5日閉店、ハードオフ八王子堀之内店へ移転統合[8]。なおガレージオフ八王子堀之内店はパーツランドコーポレーションが運営[9]。
  - 2009年11月20日に再出店[10]、2014年5月21日閉店、同年6月25日より多摩和田店として移転開業[11]。
- あきる野秋川店 - ブックオフとして営業していたが2014年9月15日閉店、同年10月23日に同建物にてハードオフあきる野店としてリニューアルオープン[11]。
- 聖蹟桜ヶ丘店[1] - 2002年11月開店、2014年9月23日閉店し、多摩和田店に統合[11]。
- 町田木曽店 - オフハウスとして2014年9月26日開店[11]。2015年5月17日に閉店し、同年5月28日に同建物にてハードオフ・ホビーオフ町田木曽店としてリニューアルオープン[12]。
- 聖蹟桜ヶ丘駅前店 - 2015年4月15日閉店[13]。
- 昭島中神店 - 2014年4月4日開店[14]、2016年4月17日に閉店予定だったが、急遽方針が代わり一時閉店後直営化されたが、2020年11月23日閉店。
- 多摩ニュータウン店 - 2021年3月28日閉店[15]。
- 八王子コピオ北野店 - 2021年10月31日閉店[16]。
- 八王子みなみ野店 - 2011年10月21日開店[4]、2022年8月30日閉店[17]。併設していたブックオフスーパーバザー(ブックオフ直営)も翌月に閉店している。同年11月18日より東橋本店として移転開業[18]。
- 三鷹店 - 2008年7月1日開店[7]、2023年2月28日閉店[19][20]。
- 綾瀬店 - 高座渋谷店の移転先として2020年10月28日に開店[21]。2024年3月10日に営業再開・リニューアルした高座渋谷店に統合される形で閉店[22]。
- 厚木一番街店　- 2025年2月9日閉店予定[23]。3／14座間店に開業移転予定。

## サービス
ハードオフグループのスマートフォンのアプリのポイントカードなどのサービス「ハードオフアプリ」がある。
支払方法は、クレジットカードと交通系電子マネーとQR決済が導入されている。指定されたカード以外のキャッシュレス決済は利用できない。なおポイントカードとの併用は可能でポイントが付与される。